# Quarsomonzonita

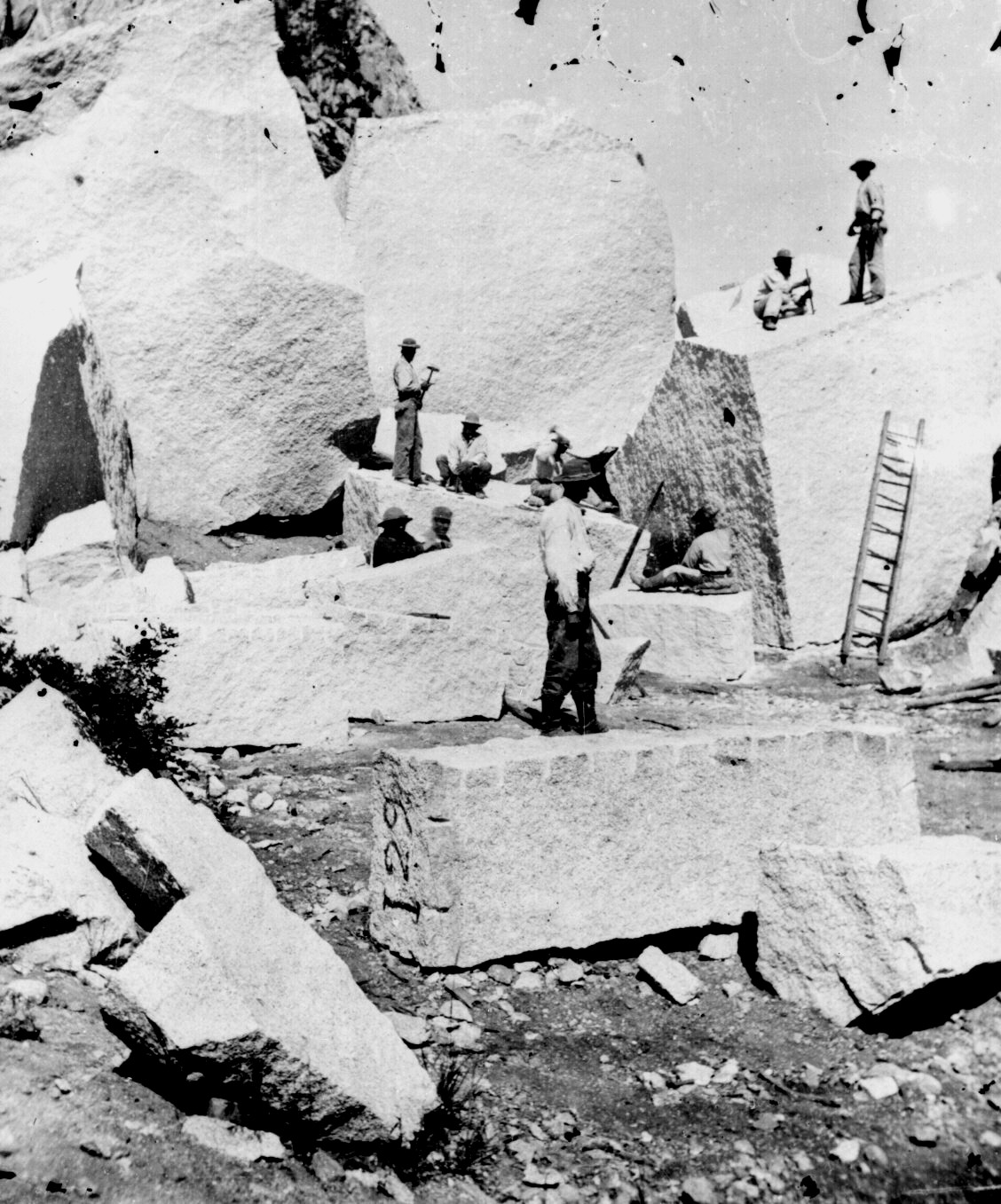
Pedrera on s'explotava quarsomonzonita

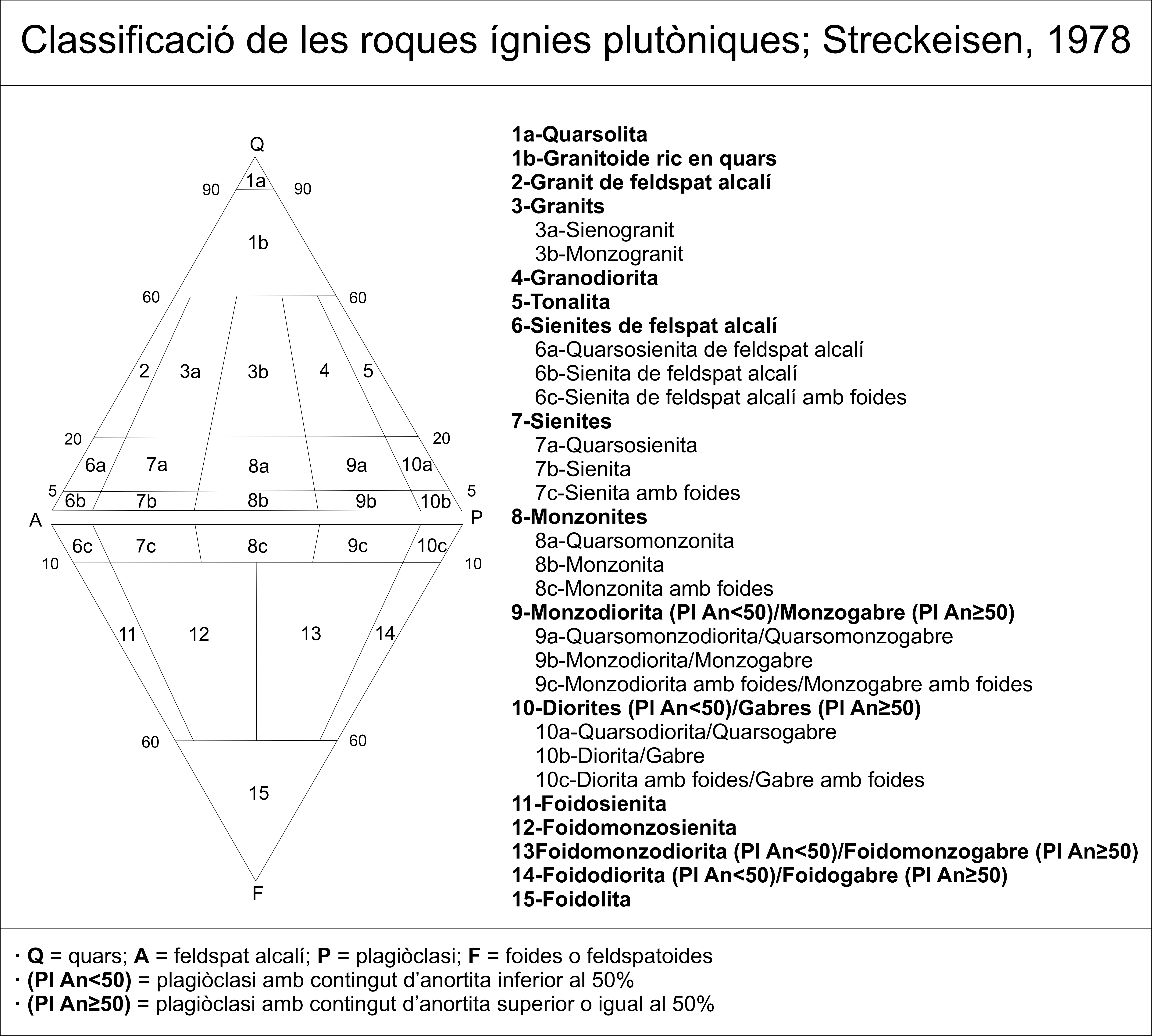
Classificació de les roques ígnies plutòniques segons Streckeisen 1978. La quarsomonzonita es troba al lloc 8a.

Les quarsomonzonites o adamelites són roques ígnies plutòniques que presenten un contingut de quars entre el 5 i el 20%, mentre que l'índex feldespàtic es troba entre un 35 i un 65%. El feldespat que es troba present en aquestes roques és feldespat alcalí i plagioclasa.
Les quarsomonzonites presenten habitualment textures fanerítiques a porfirítiques i són fèlsiques. La plagioclasa que presenten té composicions intermèdies o sòdiques (andesita-oligòclasi). Els minerals màfics presents a la roca són principalment biotita i/o hornblenda. L'equivalent volcànic d'aquesta roca és la quarsolatita. Els pòrfirs quarsomonzonítics són sovint associats a mineralitzacions de coure.